# Vita venduta
Vita venduta è un mediometraggio muto italiano del 1915 diretto e interpretato da Alberto Capozzi.